# Área metropolitana de La Coruña
El Área metropolitana de La Coruña, también denominada Gran Coruña, es un agregado urbano de la provincia de La Coruña, en España, que tiene como núcleo central la ciudad de La Coruña y en el año 2020 contaba con una población de 419.926 habitantes. Actualmente se encuentra en proceso de creación una entidad administrativa supramunicipal bajo el nombre de Área Metropolitana de A Coruña (AMAC). Puede calificarse de postindustrial.

## Municipios integrantes
El área metropolitana aún no existe como entidad jurídica, de acuerdo a la legislación española sobre administración local. A lo largo del tiempo han existido varias aproximaciones a su posible delimitación real así como otras áreas más amplias de diverso reconocimiento estadístico o legal:
Atlas Estadístico de las Áreas Urbanas (Ministerio de Vivienda)
El Ministerio de Vivienda de España considera que el «área urbana» de La Coruña está formada por 10 municipios: La Coruña, Oleiros, Arteijo, Culleredo, Cambre, Sada, Betanzos, Bergondo, Abegondo y Carral.
Proyecto AUDES (Áreas Urbanas de España 2005)
El proyecto AUDES consideró, en el año 2006, que el «área urbana» de La Coruña estaba formada por 11 municipios: los de La Coruña y Oleiros serían los «municipios principales» y serían «municipios secundarios» los de Abegondo, Arteijo, Bergondo, Betanzos, Cambre, Carral, Culleredo, Laracha y Sada.
Declaración de María Pita
Finalmente está previsto que el área metropolitana se constituya como entidad administrativa agrupando los siguientes 10 municipios, firmantes de la Declaración de María Pita:
| Municipio | Población (2012) | Población (2015) | Población (2018) | Población (2019) | Población (2020) | Población (2024) | Superficie (km²) | Densidad (h/km²) (2023) |
| --------- | ---------------- | ---------------- | ---------------- | ---------------- | ---------------- | ---------------- | ---------------- | ----------------------- |
| La Coruña | 246 146          | 243 870          | 244 850          | 245 711          | 247 604          | 249 261          | 37,83            | 6472,38                 |
| Oleiros   | 34 386           | 34 693           | 35 559           | 36 075           | 36 534           | 38 333           | 43,66            | 814,45                  |
| Arteijo   | 30 725           | 30 950           | 31 917           | 32 262           | 32 738           | 34 038           | 93,68            | 340,7                   |
| Culleredo | 29 416           | 29 593           | 30 221           | 30 402           | 30 685           | 31 085           | 61,74            | 489,49                  |
| Cambre    | 23 879           | 24 076           | 24 603           | 24 648           | 24 594           | 24 781           | 40,74            | 603,9                   |
| Sada      | 14 922           | 15 080           | 15 495           | 15 841           | 16 186           | 17 140           | 27,49            | 563,66                  |
| Betanzos  | 13 565           | 13 202           | 12 916           | 12 959           | 13 053           | 13 261           | 24,19            | 533,94                  |
| Bergondo  | 6712             | 6700             | 6602             | 6633             | 6661             | 6986             | 32,72            | 201,77                  |
| Carral    | 6130             | 6180             | 6294             | 6408             | 6473             | 6775             | 48,03            | 131,04                  |
| Abegondo  | 5709             | 5586             | 5454             | 5406             | 5398             | 5578             | 83,81            | 65,08                   |
| Total     | 411 590          | 409 930          | 413 911          | 416 345          | 419 926          | 427 238          | 493,89           | 857,47                  |

Según los datos del padrón municipal de habitantes del 2019, el área metropolitana de La Coruña tendría una población total de 420 026 habitantes y La capital del área metropolitana alcanzaría cerca del 59,16 % del total de la población.
En el municipio de La Coruña la densidad media era de 6472 habitantes por kilómetro cuadrado y la media de toda el área metropolitana sería de 838,06 habitantes por kilómetro cuadrado.

## Historia

### Antecedentes
En 1973, el pleno del Ayuntamiento de La Coruña aprobó anexionarse los ayuntamientos de la comarca propuesta que no llegó a realizarse.
Debido al crecimiento poblacional de los municipios limítrofes a La Coruña, los entes municipales realizaron diversos acuerdos de colaboración para la prestación de servicios, como agua potable o saneamiento.
En junio de 2002, se creó el Consorcio de As Mariñas para la prestación de servicios sociales, el cual se preveía como paso previo que se transformaría en área metropolitana. De este, inicialmente formaban parte los 10 ayuntamientos, exceptuando La Coruña. Posteriormente, debido a modificación de la ley de bases de régimen local, el consorcio se vio forzado a transformarse en mancomunidad. En el año 2018, Arteijo abandonó el consorcio debido a discrepancias sobre el servicio de basuras.

### Primeros avances
El proyecto actual de creación del área metropolitana como entidad comenzó el 7 de enero de 2016 con una reunión de los alcaldes. El primer acuerdo relevante fue la Declaración de María Pita, que se firmó el 20 de octubre de 2016 por los representantes de los ayuntamientos de La Coruña, Bergondo, Betanzos, Cambre, Culleredo, Oleiros y Sada, en la cual acordaron avanzar el la creación de una entidad supramunicipal entre otros acuerdos de colaboración en varias áreas. Los ayuntamientos de Arteijo, Culleredo, Carral y Abegondo se adhirieron a la declaración con posterioridad. Esta declaración firmada por los alcaldes debía ser luego refrendada por el pleno de cada municipio, siéndolo en todos los municipios, salvo en La Coruña, donde la iniciativa de Marea Atlántica no logró suficientes apoyos entre la oposición. De esta forma la creación del área metropolitana como ente quedó paralizada.
El 9 de mayo de 2018 los ayuntamientos solicitaron a la Junta de Galicia, aprovechando que las concesiones de transporte interurbano en el área metropolitana debían renovarse en el año 2020, la creación de una autoridad única de transporte metropolitano, que se integraría en la estructura de la futura AMAC. Dicha petición fue rechazada por la Junta de Galicia.

### Creación administración metropolitana
El septiembre del año 2019 los ayuntamientos del área metropolitana, ya con todos los apoyos necesarios a nivel municipal tras el cambio de postura del PSOE en La Coruña, acordaron dar un impulso definitivo a creación de la entidad, que englobará Arteijo, Cambre, Oleiros, Culleredo, Betanzos, La Coruña, Sada, Abegondo, Bergondo y Carral. El 3 de octubre de 2019 el pleno de La Coruña ratificó la declaración que había firmado Xulio Ferreiro como alcalde, siendo el último ayuntamiento que restaba por hacerlo. Además en ese pleno se acordó la elaboración del anteproyecto de ley que regirá la entidad y deberá ser aprobado por la Junta de Galicia. Este consenso se alcanza tras cuatro décadas de intentos con le objetivo de compartir servicios.

## Competencias

### Servicios compartidos en la actualidad
Aunque la autoridad metropolitana no existe como tal algunos ayuntamientos ya realizan una gestión compartida de servicios.

#### Agua potable
Actualmente los municipios de La Coruña, Arteijo, Culleredo, Oleiros, Sada, Bergondo, Cambre y Carral ya comparten la gestión del abastecimiento de agua.

#### Saneamiento
La EDAR (Estación Depuradora de Aguas Residuales) situada en Bens abastece el área de habitantes que conforman los municipios de La Coruña, Cambre, Culleredo, Arteijo y Oleiros.

#### Recogida de residuos urbanos
El ayuntamiento de La Coruña y el Consorcio das Mariñas suscribieron un convenio para la contratación conjunta de la gestión del servicio de tratamiento y eliminación de residuos en la planta de Nostián, así como abordar su reforma y su gestión de una forma conjunta.

#### Servicios sociales
El Consorcio das Mariñas sirve de instrumento para la compartición de servicios sociales entre la mayoría de ayuntamientos del área.

#### Lacería
Los ayuntamientos miembros del Consorcio das Mariñas también comparten servicio de lacería.

### Competencias futuras
Como parte del acuerdo se fijan unos objetivos prioritarios en cuanto a competencias como son transporte, recogida y tratamiento de basuras, y distribución de agua. Entre los objetivos propuestos también se encuentra compartir ordenación del territorio y urbanismo, vivienda, servicios sociales, extinción de incendios, protección civil, promoción económica y empleo, turismo y cultura.

## Órganos de gobierno
Según la propuesta actual el organismo dispodría de una asamblea con 51 representantes de los diez municipios, de los que La Coruña tendría 21 a pesar de contar con el 60 % de la población, para evitar un control absoluto de la ciudad, temor que siempre ha existido entre las localidades del entorno. La asamblea tendría un presidente que debería ser uno de los alcaldes de los municipios integrados, así como una o más vicepresidencias. Estos cálculos están basados en el censo poblaciones del año 2016, así que probablemente el número final de miembros volvería a ser recalculado con datos de población actualizados en el momento de la constitución.
| Municipio | Población (2016) | Miembros Asamblea AMAC |
| --------- | ---------------- | ---------------------- |
| La Coruña | 243 978          | 21                     |
| Oleiros   | 35 013           | 7                      |
| Arteijo   | 31 239           | 6                      |
| Culleredo | 29 638           | 5                      |
| Cambre    | 24 141           | 4                      |
| Sada      | 15 150           | 3                      |
| Betanzos  | 12 966           | 2                      |
| Bergondo  | 6656             | 1                      |
| Carral    | 6172             | 1                      |
| Abegondo  | 5533             | 1                      |
| Total     | 410 486          | 51                     |

## Características

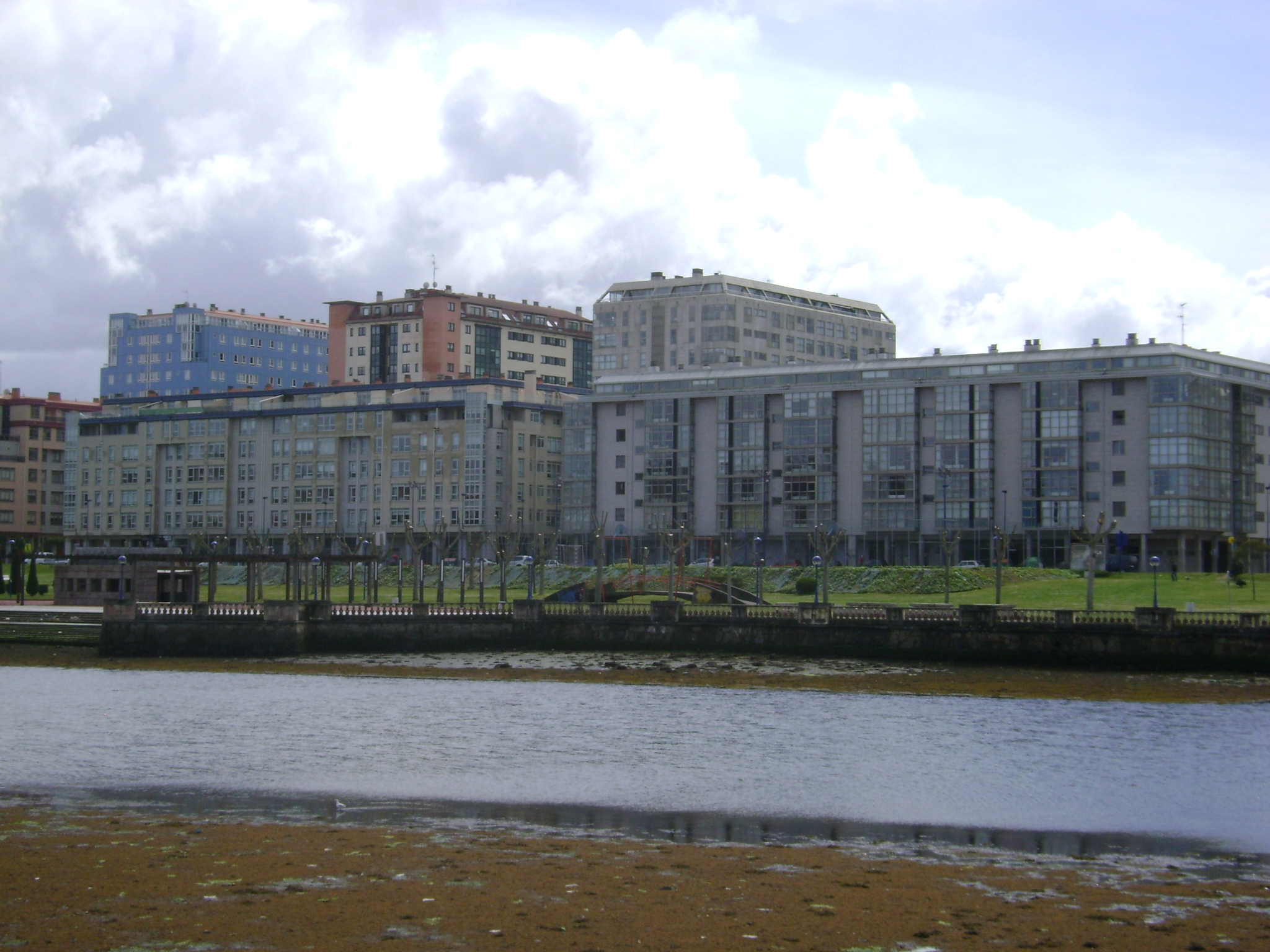
El Burgo es uno de los principales núcleos de población del área metropolitana.

En la etapa postindustrial, el área metropolitana de La Coruña habría que situarla entre las ciudades que retrasaron algunas de sus actuaciones por cambio de prioridades, o por diferencia en el modo de enfocar el desarrollo urbano, pero en muchos casos ya se han iniciado, aunque tardíamente, y en otros el propio dinamismo y el carácter innovador del sistema empresarial ha suplido y superado las posibles expectativas que un área metropolitana con las características de La Coruña podría haberse planteado, pero con todo existen desajustes significativos:
- El nuevo modelo urbano postindustrial, basado en la terciarización de la economía y la especialización de los servicios, se reflejó adecuadamente en la evolución de la política de desarrollo urbano anterior, mediante la continuidad de la apuesta por el modelo de ciudad de servicios, pero no así en lo que se refiere en la gestión de la ciudad y su área metropolitana como un sistema urbano integrado.
- En conjunto, el programa de equipamiento urbano, ya iniciado en la etapa anterior, alcanzó unas dimensiones excepcionales en el contexto de una ciudad media, que sitúan al área metropolitana de La Coruña entre las españolas que experimentaron una mayor transformación, aunque con una notoria carencia de proyecto metropolitano y de diseño urbanístico.

En comparación con el modelo general de la fase postindustrial se observan tres diferencias importantes:
1) Un retraso en la creación de una cultura urbana moderna basada en la institucionalización de la participación y de la cooperación en la gestión del proyecto de ciudad (falta de una perspectiva estratégica y carencia de órganos de cooperación público-privado)
2) Falta de fórmulas de gestión conjunta (intermunicipal) del espacio metropolitano, que en estos años adquirió un gran desarrollo; aunque las fórmulas utilizadas ya han quedado obsoletas.
3) Mayor trascendencia tuvo el retraso en la aplicación de las políticas de rehabilitación y renovación de los centros históricos, y de las áreas centrales y de los barrios heredados, lo cual produjo un acelerado deterioro de la calidad urbanística en las áreas centrales de la ciudad central y en los núcleos urbanos de la periferia de primera consolidación.
4) Deficiente articulación espacial e institucional del área metropolitana. Excesiva densificación y dependencia del automóvil, y falta de un proyecto físico de ciudad para el área metropolitana y de un sistema moderno de transporte metropolitano.
Las actuaciones que han tenido un mayor incremento en el nuevo modelo de ciudad metropolitana, tienen como denominador común lo siguiente:
- La búsqueda de la calidad de vida urbana en todas sus dimensiones: habitabilidad, medio ambiente, calidad de las áreas residenciales, integración social, redes verdes.
- La gobernabilidad: aumentan las actuaciones encaminadas a mejorar la participación de los ciudadanos en el gobierno de la ciudad.
- La nueva economía del conocimiento: parques científicos, centros de alta formación, centros de investigación aplicada al sistema urbano local.
- Estrategias de márketing urbano: imagen, marca y arquitectura de marketing.

## Estructura funcional

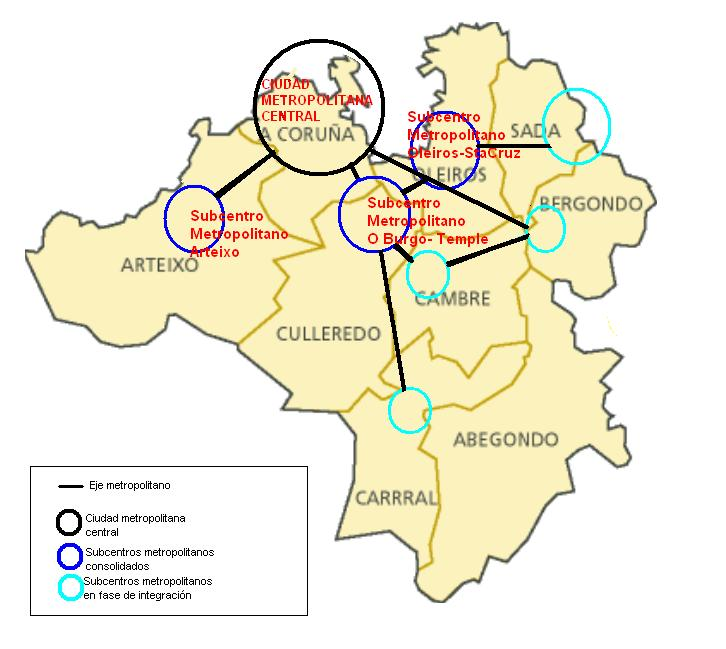
Mapa parcial del área metropolitana de La Coruña.

Mapa de los anillos metropolitanos del área metropolitana de La Coruña.

La superposición de la estructura económico-espacial y de la especialización funcional del espacio metropolitano manifiesta una organización funcional formada por seis unidades o áreas funcionales, cada una de las cuales presenta una cohesión funcional interna:
1. En el nodo del sistema funcional metropolitano se sitúa, como siempre la Ciudad Central (La Coruña) que funciona como el centro de servicios terciarios más especializados de donde parten los flujos que integran el área metropolitana.
2. En el primer anillo, o área suburbana, se diferencian tres subáreas funcionales:
  1. El área occidental de Arteijo formando un espacio central complementario, especializado en industria y servicios; (habría que añadir Laracha en un futuro)
  2. El área central de Culleredo-Cambre con una actividad económica mixta de base industrial-comercial, de almacenaje y de servicios; (a la que en un futuro se sumará Cerceda)
  3. En el sector oriental el área funcional Oleiros-Sada, de carácter turístico pesquero, pero también con implantaciones empresariales de servicios. (se expande hacia Miño)
3. En el anillo exterior o área rururbana se diferencian otras subáreas funcionales:
  1. La de Betanzos-Bergondo a un lado, con fuerte centralidad empresarial y terciaria.
  2. La de Carral-Abegondo con un fuerte componente rural, pero en proceso de industrialización y terciarización, y que precisa reforzar los flujos que integran esa subárea en el resto del área metropolitana insertándola en el eje de la ría, su vertiente natural, mediante un nuevo nodo central. Con ello se refuerza el policentrismo de la red urbana del área metropolitana, y la articulación e integración del área rururbana actual que estaría formado por los cuatro núcleos existentes: Arteijo, Carral, Betanzos, Sada y el nuevo centro de Cecebre-Mabegondo. A ellos se podía añadir otra Centralidad Metropolitana en el municipio de Culleredo, para crear un nodo logístico integrador entre Arteijo, Carral y el actual centro de El Burgo. Ambos centros metropolitanos permitirían crear un eje logístico-tecnológico que favorecería la conexión del sector funcional centro-occidental (Arteijo, Culleredo, Cambre, Carral; con las expansiones de Laracha y Cerceda) con el sector funcional oriental (Oleiros-Sada-Bergondo-Betanzos y su expansión hacia Miño).[2]

## Industria

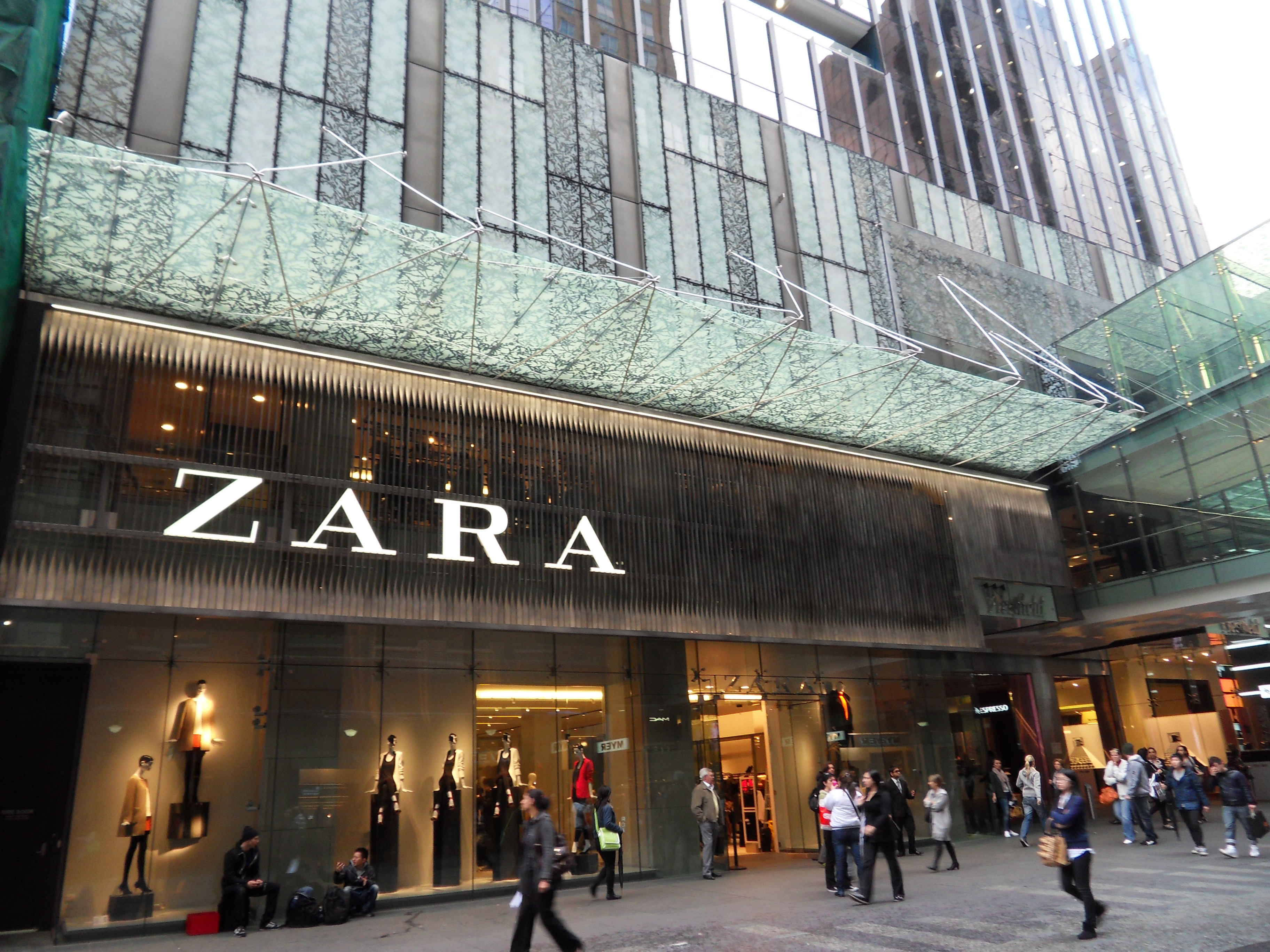
Flagship store del grupo Inditex en Sídney

Importantes empresas con sede en el área metropolitana de La Coruña son INDITEX, el mayor grupo textil del mundo con marcas como Zara (fue en La Coruña donde abrió sus puertas la primera tienda "Zara" del mundo), Pull and Bear, Massimo Dutti o Bershka entre otros; Estrella Galicia, conocida marca de cerveza que también comercializa aguas, refrescos y otros productos o la empresa de comunicaciones R, instaladora del cable de fibra óptica en Galicia, y principal proveedora gallega de teléfono, Internet y televisión por cable.
El municipio de Arteijo posee minas de estaño, titanio y wolframio. Además entre los ayuntamientos de La Coruña y Arteijo está situada una refinería de una importante petrolera así como industrias asociadas (véase Repsol, CLH).

#### Polígonos industriales
El polígono de Sabón, en el municipio de Arteijo dispone es uno de los polígonos industriales más importantes de Galicia; com unos 3 millones de metros cuadrados, más de 100 empresas y da empleo directo a más de 4500 personas.
El polígono industrial de Agrela, adyacente al casco urbano de La Coruña, cuenta con 1,5 millones de metros cuadrados, 550 empresas y da trabajo a 12.000 personas, entre las que cabe destacar Estrella Galicia.
El polígono industrial de Pocomaco es uno de los polígonos más antiguos de La Coruña, se terminó en 1974, situado en el valle de Mesoiro está a 5 Kilómetros del centro de la ciudad. Cuenta con más de 375 empresas, especialmente del sector mayorista.
El parque empresarial de Morás está ubicado en la localidad de Arteijo y se proyectó en el año 2001 actualmente se encuentra en fase de desarrollo con una previsión de superficie total superior a 1.500.000 metros cuadrados.
El polígono industrial A Piadela está ubicado en Betanzos y se inauguró en 1991. Está dividido en dos por la vía del tren, pero en total alcanza los 700.000 metros cuadrados.
El polígono industrial de Bergondo está ubicado en la localidad del mismo nombre entró en funcionamiento en 1990. Cuenta con más de 1 millón de metros cuadrados de superficie.
El Centro Logístico de Transportes de Culleredo (CLT Ledoño) es el centro de transportes más grande de Galicia. Tiene una superficie de 602.479 metros cuadrados.
El Parque Empresarial Alvedro está localizado en Culleredo, cercano al aeropuerto del mismo nombre. Tiene una superficie total de 441.903 metros cuadrados.
El Polígono industrial Espíritu Santo en Cambre empezó a funcionar a principios de los 90, tiene una superficie de 558.809 metros cuadrados.
La Ciudad de las TIC es un proyecto para la creación de un parque tecnológico ubicado en el término municipal de La Coruña actualmente en desarrollo.

## Economía

### Producto Interior Bruto
Según los datos del Instituto Gallego de Estadística correspondientes al año 2016, el área metropolitana de La Coruña significaba el 22,25 % del PIB nominal total de Galicia, siendo la primera de las áreas de la Comunidad por delante de Vigo (17,80 %). Además, el municipio metropolitano de Arteijo se coloca como el tercero de Galicia, solo por detrás de Vigo y La Coruña, superando al municipio de Santiago de Compostela
El PIB per cápita del área metropolitana se eleva a 31.567 euros/habitante (2016).
| Municipio | PIB (miles de euros) |
| La Coruña | 6.256.579            |
| Arteijo   | 4.104.184            |
| Oleiros   | 587.870              |
| Culleredo | 534.816              |
| Cambre    | 360.252              |
| Bergondo  | 263.124              |
| Sada      | 247.220              |
| Betanzos  | 234.144              |
| Carral    | 118.564              |
| Abegondo  | 105.111              |
| TOTAL     | 12.811.864           |

### Calidad de vida
El área metropolitana de La Coruña se sitúa como la sexta con mayor renta neta por hogar de las 45 que existen en España. Con una renta media de 25.259, 22 euros se posiciona a la cabeza del país, solo superada por el área de Madrid (28.172 euros), de Burgos (27.130), de Toledo (26.564), de Barcelona (26.018) y de Santiago (25.964).
El municipio de Oleiros es el primero de Galicia y el decimoctavo de España de entre los de mayor renta anual por habitante.
En el área metropolitana de La Coruña tienen su residencia algunas de las mayores fortunas de España y del mundo. El fundador de Zara, Amancio Ortega, posee la mayor fortuna de España, de Europa y la tercera del mundo, con más de 57 mil millones de dólares. La cofundadora del imperio textil, Rosalía Mera, es la mujer más rica de España y una de las más ricas del mundo. Según la lista de la revista Forbes de 2013, es la 195.ª mayor fortuna del mundo. Y Manuel Jove, fundador de la inmobiliaria Fadesa, es la quinta fortuna más grande del país, y la número 527 del mundo. También reside en esta área Pablo Isla, presidente ejecutivo de Inditex, que según datos de 2011 era el ejecutivo mejor pagado de España.

## Transporte

### Autobuses
La ciudad de La Coruña dispone de una red de autobuses urbanos gestionada por la Compañía de Tranvías de La Coruña. Arteijo también dispone de su propia red de autobuses. El servicios al resto de ayuntamientos del área metropolitana, así como entre los diferentes municipios, se realizan a través del servicio de autobuses interurbanos, gestionado por la empresa ALSA-Calpita.

### Transporte aéreo

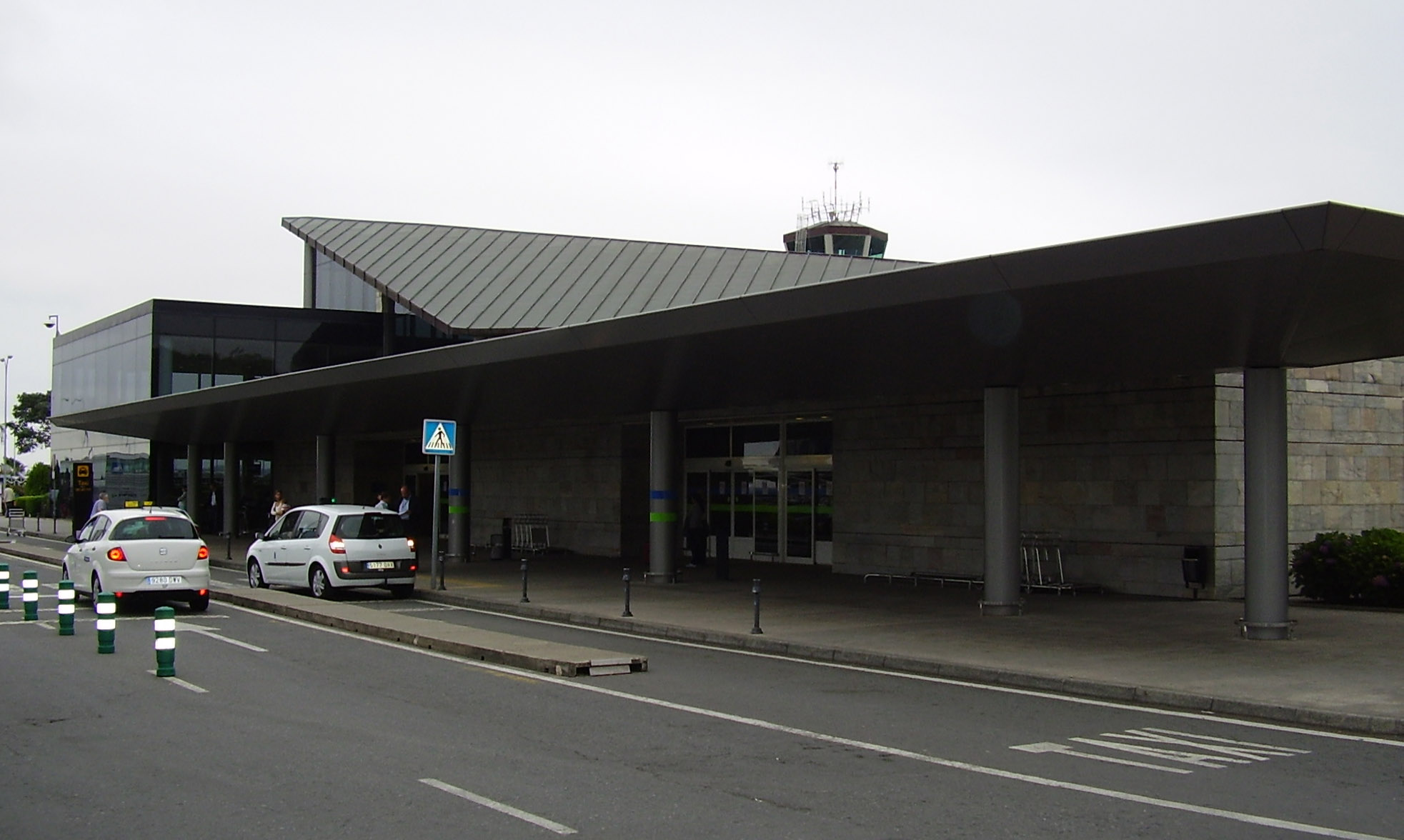
Terminal del aeropuerto de Alvedro.

El aeropuerto de La Coruña (IATA: LCG, ICAO: LECO) es un aeropuerto de la red de Aena que se encuentra situado en el municipio de Culleredo, a 8 km del centro de la ciudad.
En 2007 el aeropuerto llegó a mover 1 266 804 pasajeros, batiendo su máximo histórico. Actualmente es el segundo aeropuerto de Galicia por tráfico de pasajeros.
Está conectado a la ciudad por la Tercera Ronda.

### Puerto Exterior
Desde el año 2004 se están llevando a cabo las obras de ampliación del puerto en Punta Langosteira, en el municipio de Arteijo.

### Metro ligero, tranvía y cercanías
En el pasado el área metropolitana contó con una red de tranvías que la comunicaban La Coruña ciudad (1903-1962) y su área metropolitana, como la línea La Coruña-Sada (1923-1956).
En la última década ha habido diversas propuestas, peticiones oficiales y planificaciones para la dotación de un servicio de metro ligero o cercanías en el área metropolitana. El gobierno gallego redactó en el año 2006 un plan básico de metro ligero para La Coruña pero por aquel entonces lo consideró inviable en aquel momento sin apoyo de iniciativa privada dada la situación de crisis. En el año 2010, la Consejería de Medio Ambiente, Territorio e Infraestructuras informó de la adjudicación de los estudios de viabilidad y las redacciones del anteproyecto de ámbito metropolitano de metro ligero de La Coruña. En el año 2011 comenzó el trámite de las consultas ambientales.
El ente gallego también ha solicitado en diversas ocasiones la transferencia de las competencias en cercanías, la primera en el año 2009. El Ministerio de Fomento también ha incluido en sus planes de futuro la posibilidad de crear un servicio de cercanías en torno a la ciudad de La Coruña
El BNG y el PSOE pactaron para la investidura de Pedro Sánchez una línea de tren de cercanías de La Coruña a Ferrol, cruzando por los municipios de La Coruña, Culleredo, Cambre, Abegondo y Betanzos en la actual línea ferroviaria que cruza por estos municipios.

## Galería de imágenes

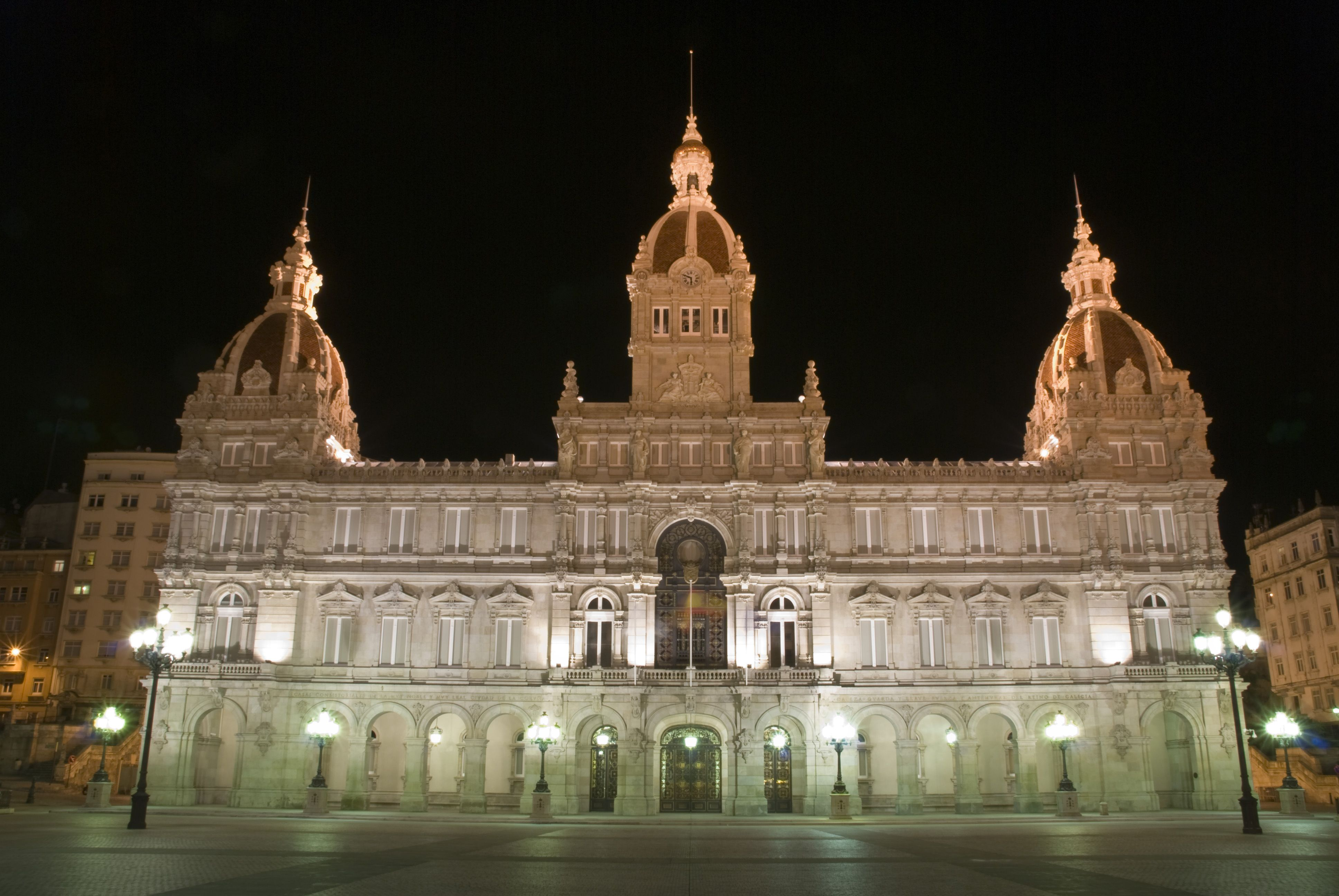
La Coruña
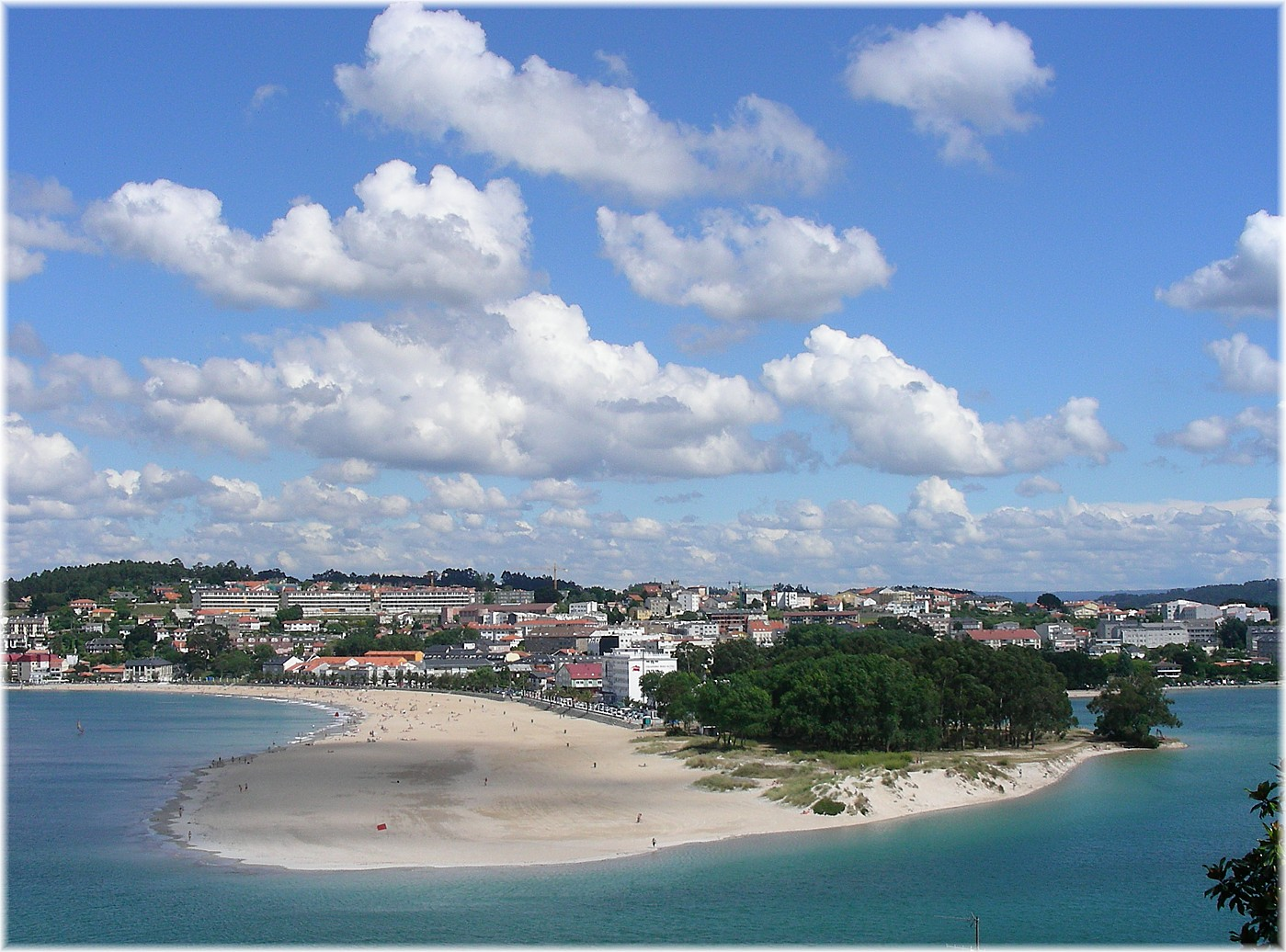
Oleiros
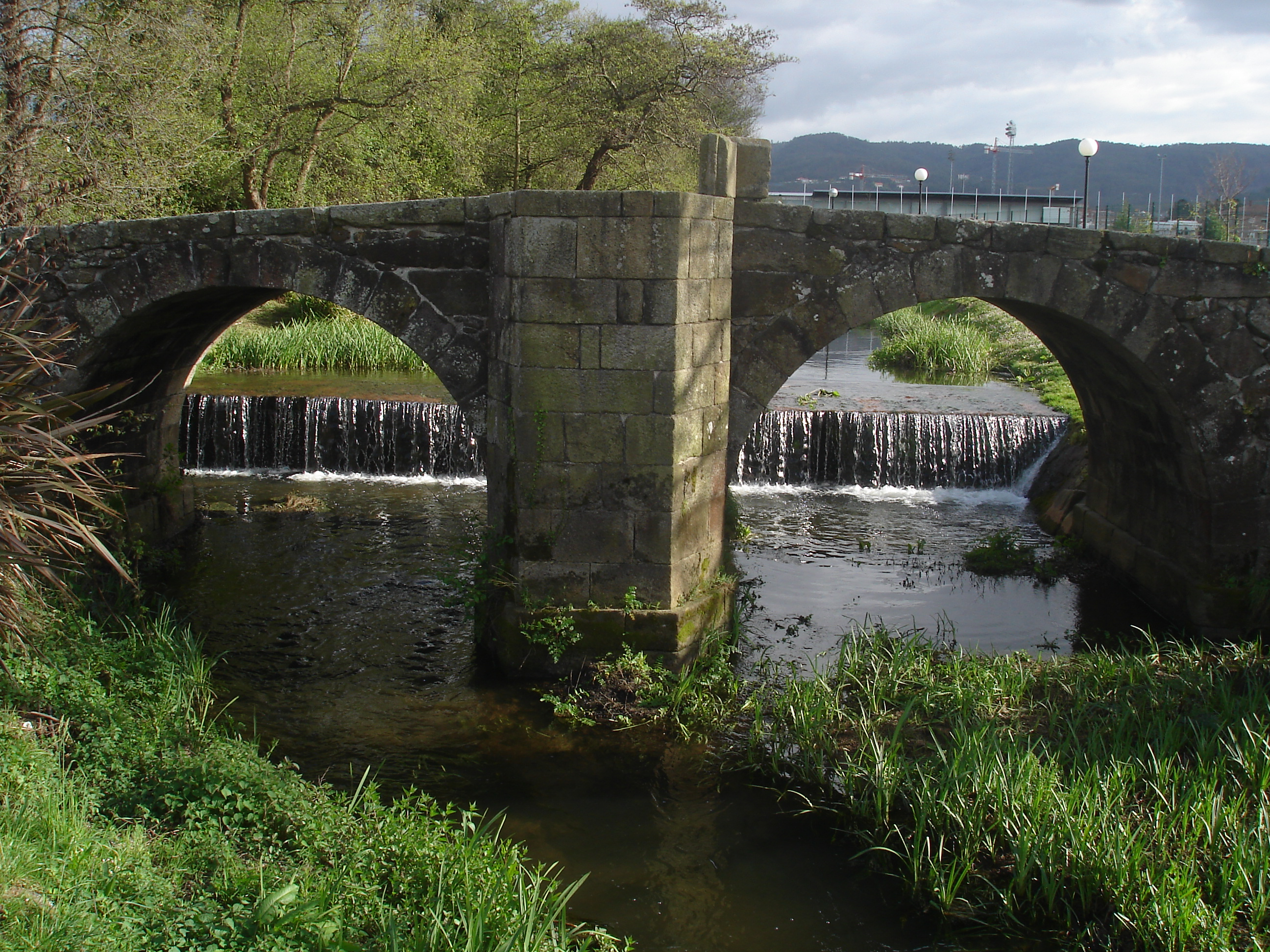
Arteijo
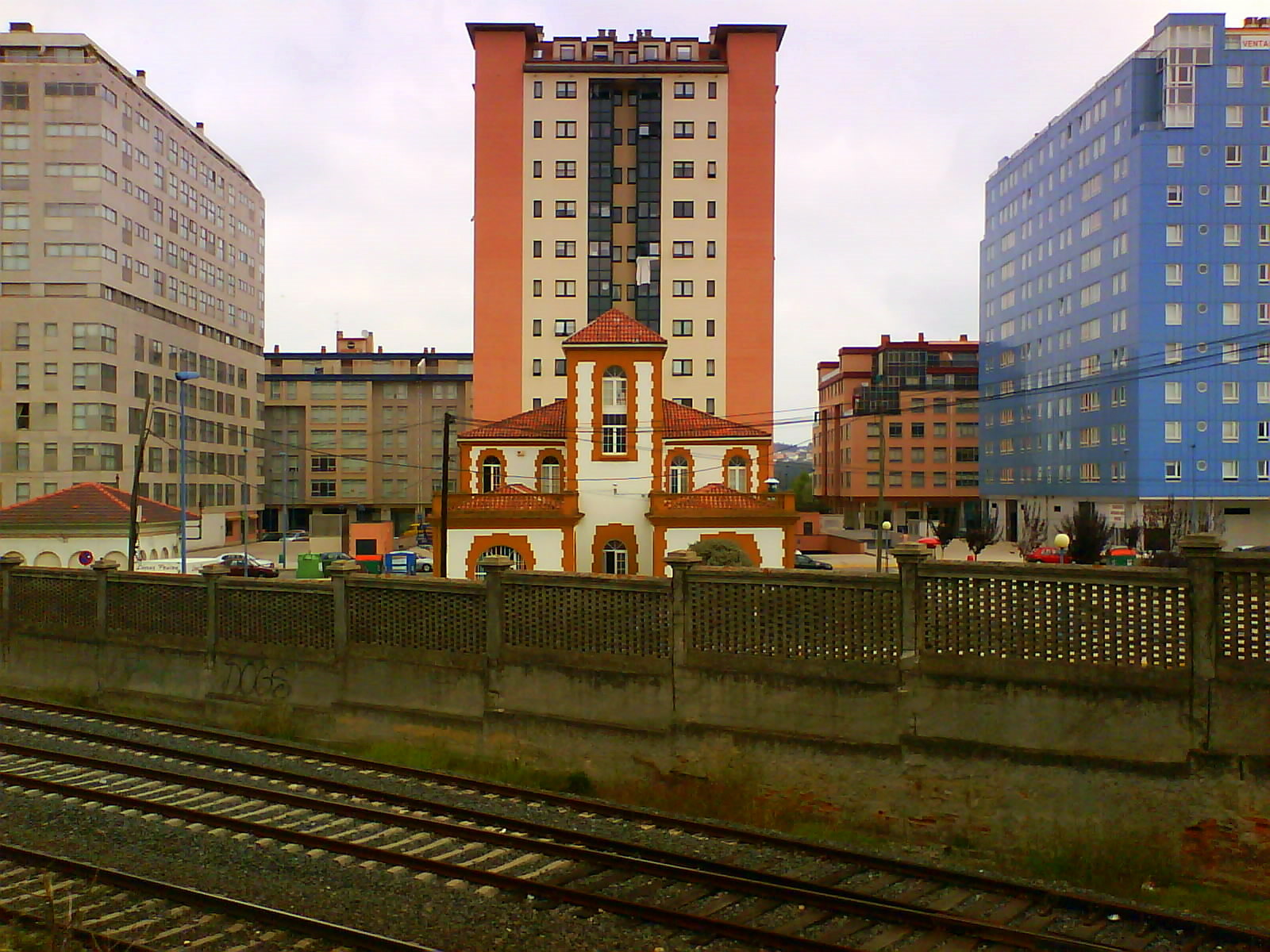
Culleredo
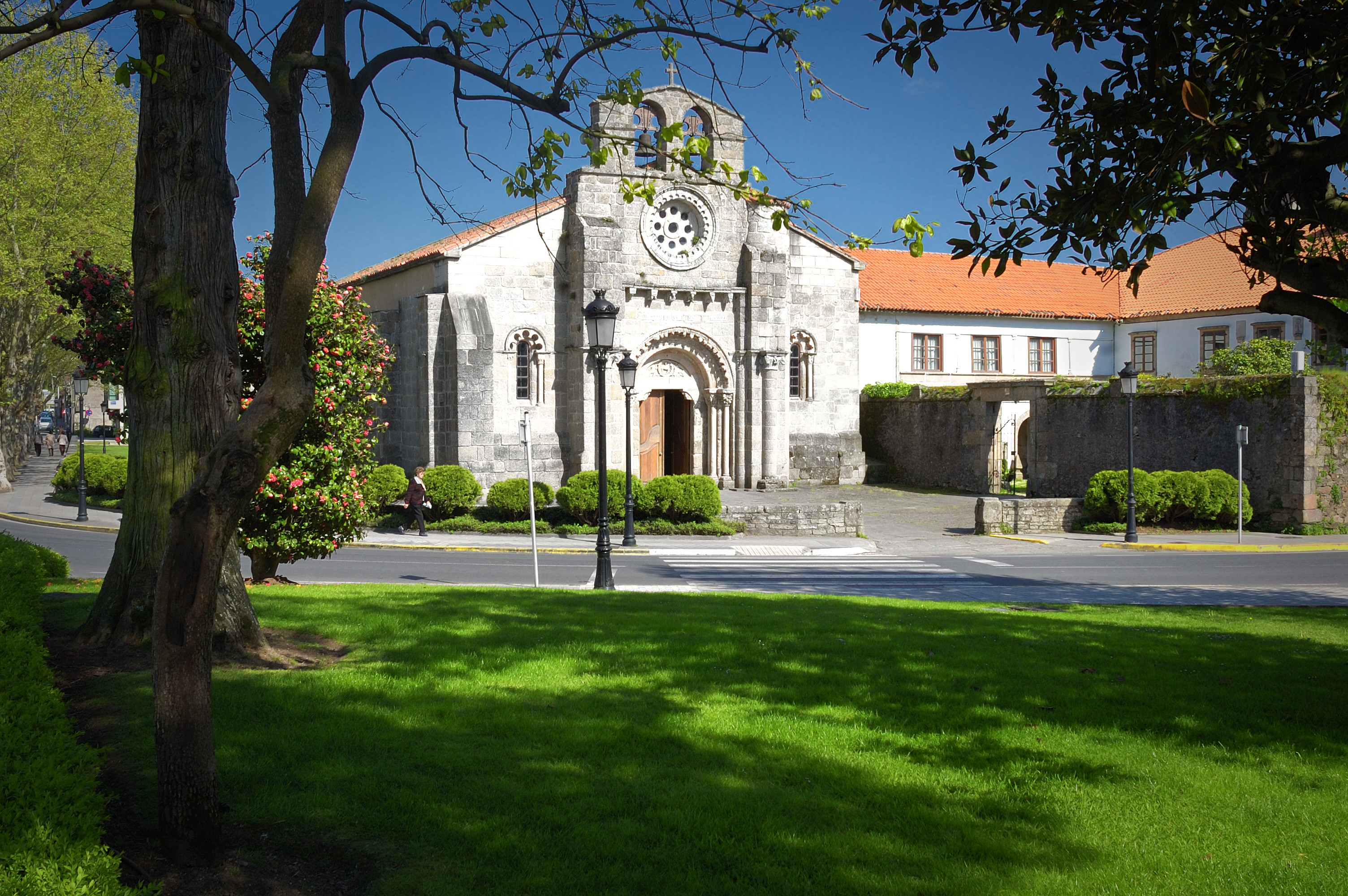
Cambre
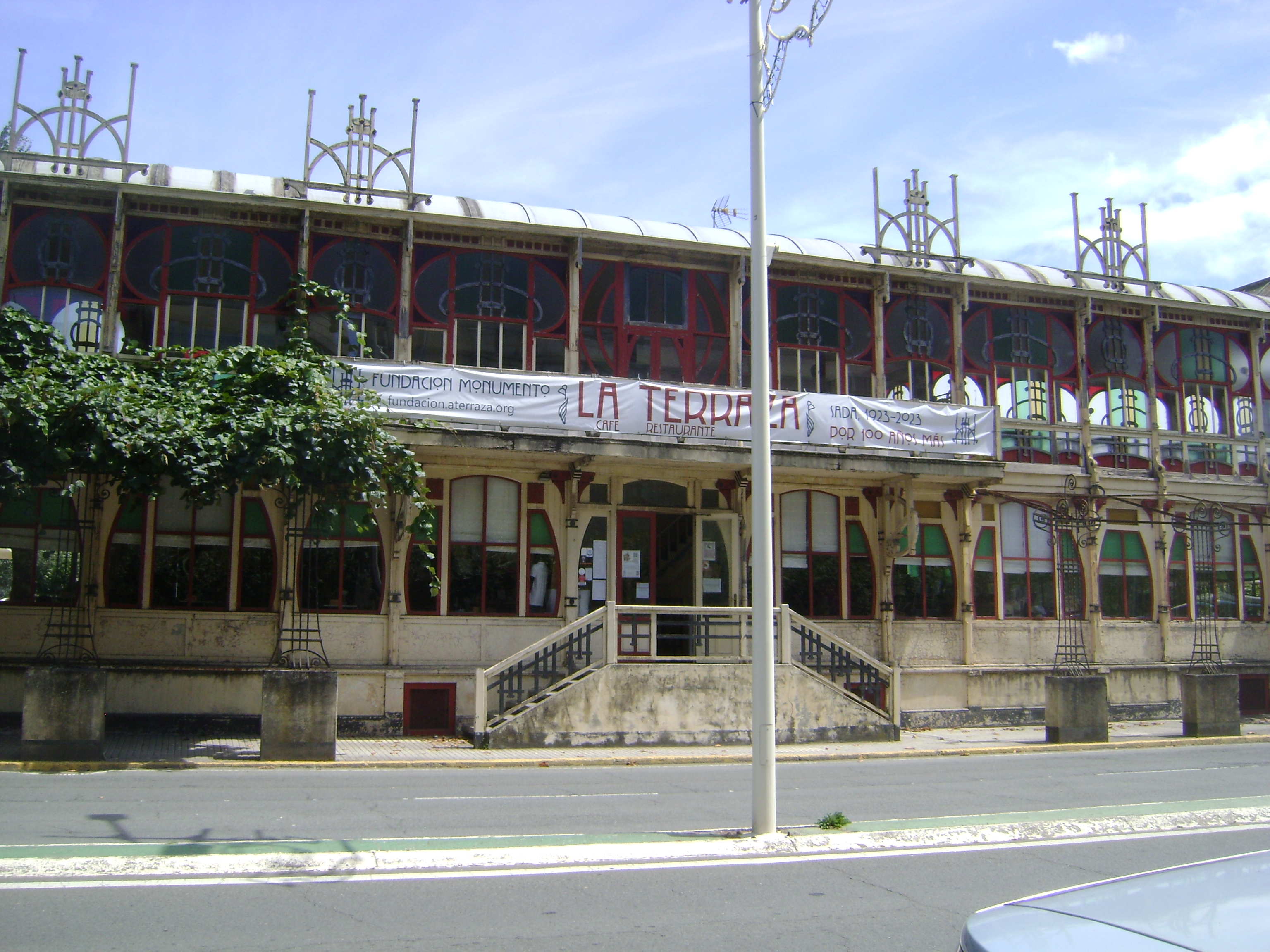
Sada
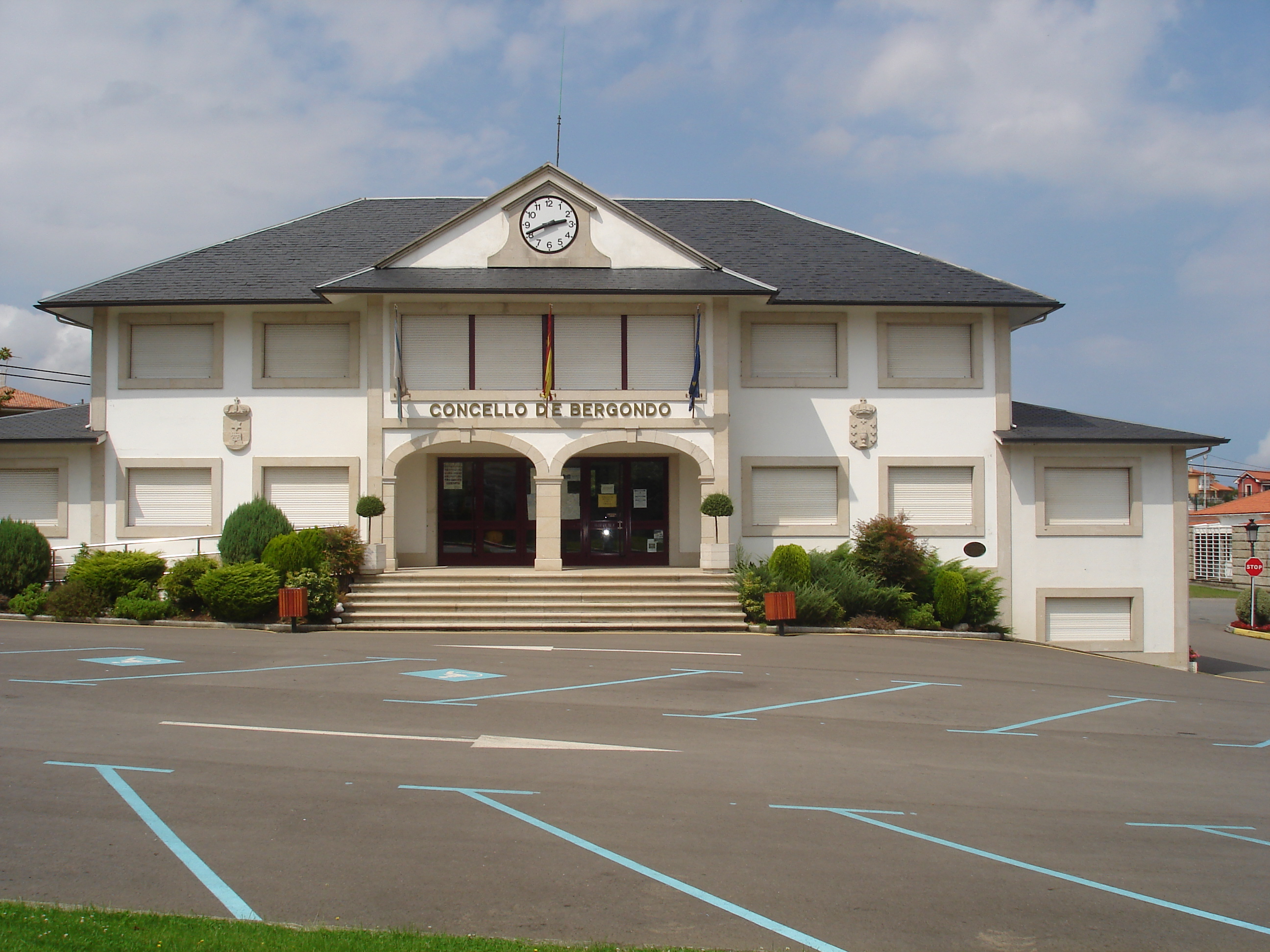
Bergondo
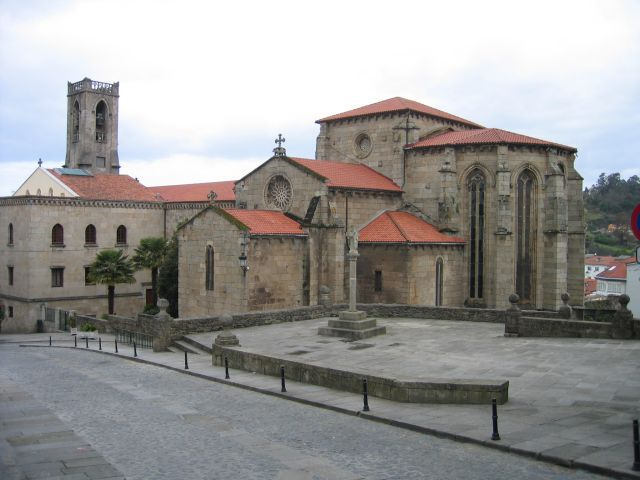
Betanzos
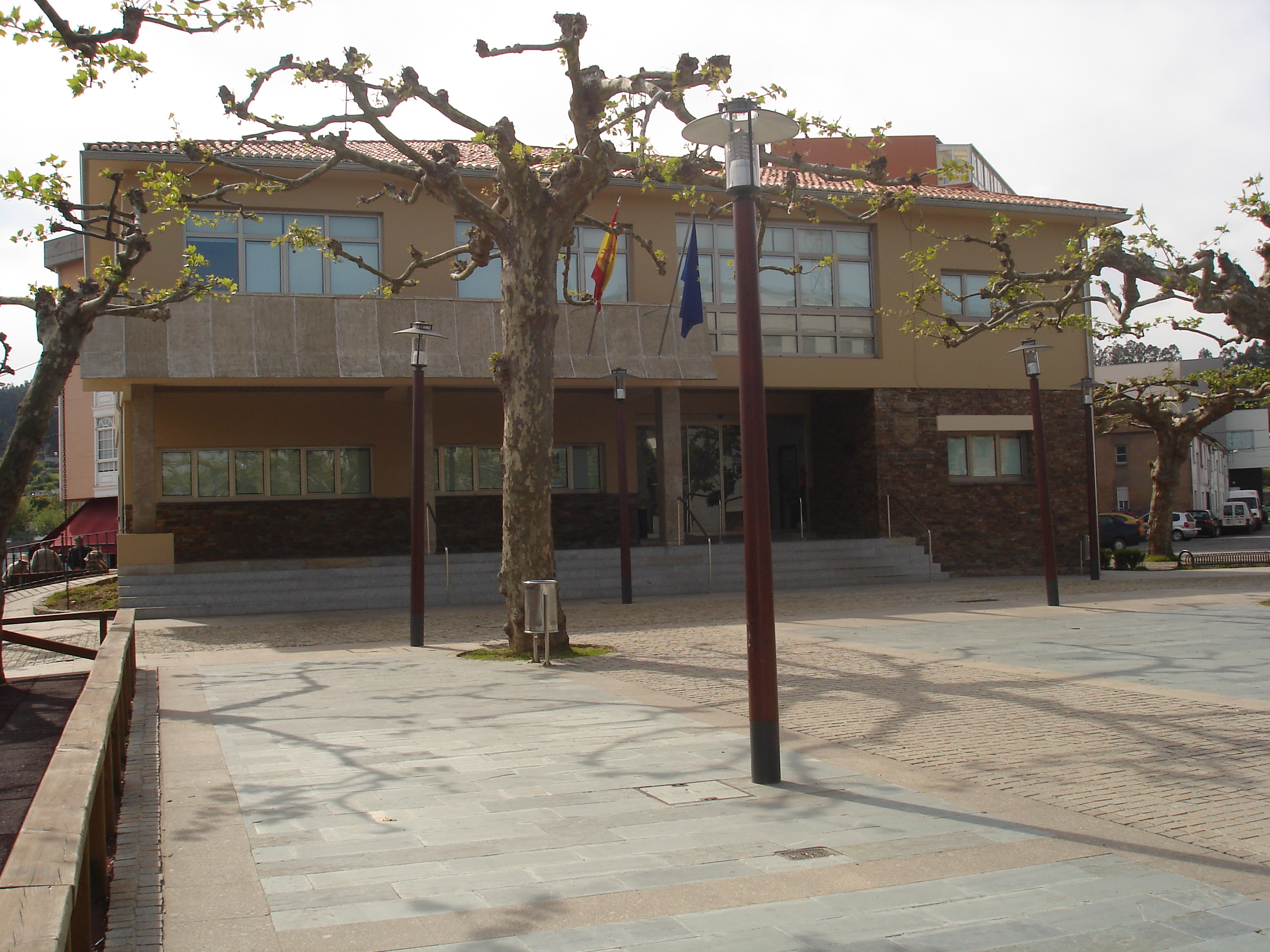
Carral
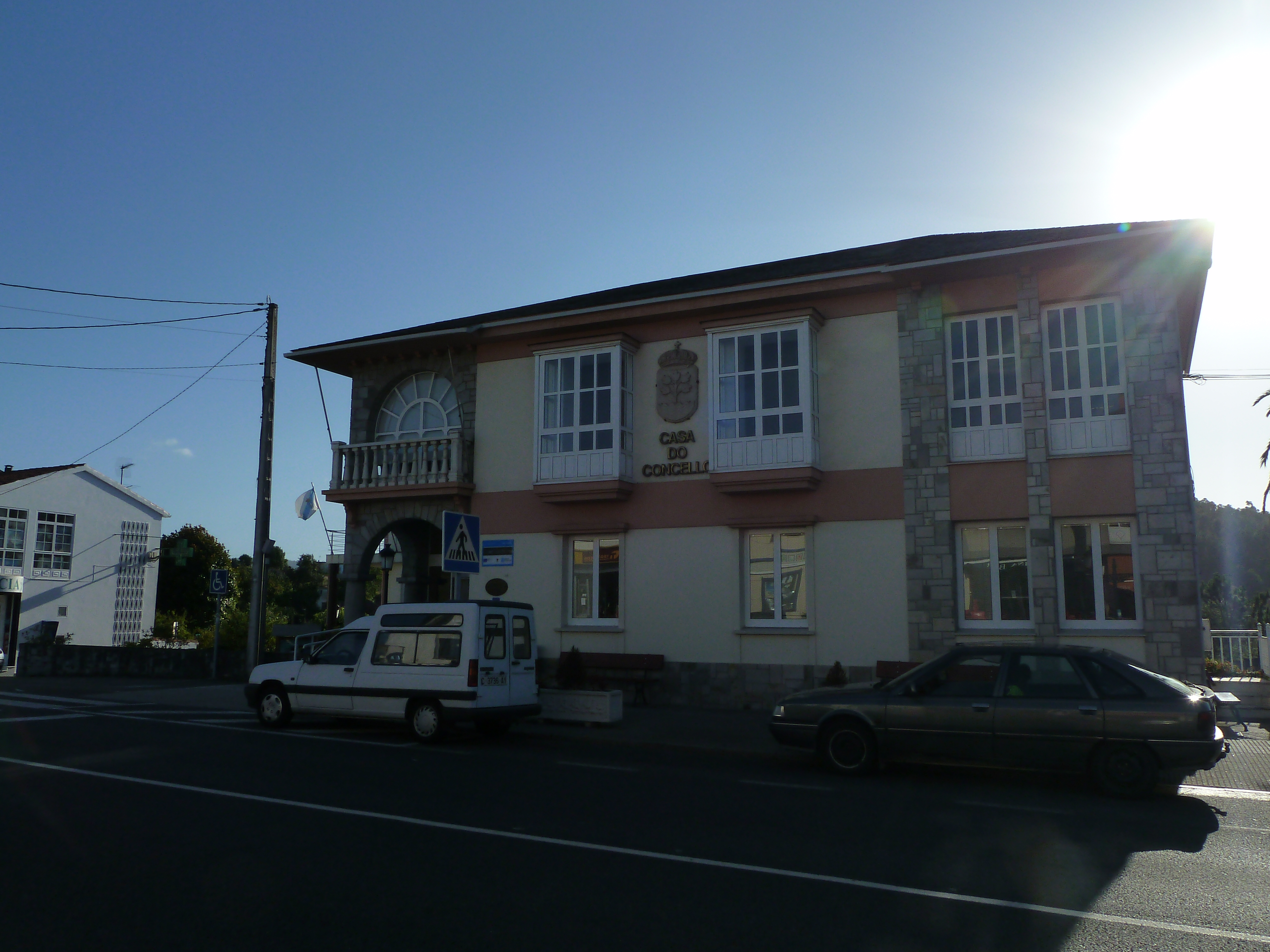
Abegondo